# Championnat des Seychelles de football 2020-2021
Navigation
Saison précédente Saison suivante
La saison 2020-2021 de Seypearl Premier League est la quarante-deuxième édition de la première division seychelloise. Les douze équipes engagées sont divisées dans deux groupes, la ligue de Mahé et la ligue des Îles Intérieures. Les deux premiers de groupe se rencontrent dans un mini-championnat pour déterminer le champion. Les derniers de chaque groupe se rencontrent pour déterminer le club qui sera relégué.
Le championnat commence le 26 novembre 2020 et devait s'achever en mai 2021, il sera interrompu après la 4e journée, puis définitivement abandonné en février 2021, à cause de la pandémie de Covid-19.

## Les équipes participantes
- Ligue de Mahé :
  - Saint Michel United
  - Northern Dynamo
  - Saint-Louis Suns FC
  - Foresters Mont Fleuri FC
  - Red Star Defence Forces
  - Real Maldives - promu de D2
  - Bosco FC - promu de D2
- Ligue des Îles Intérieures : 
  - La Passe FC
  - Côte d'Or FC
  - Light Stars FC
  - Anse Réunion FC
  - Revengers FC

## Compétition
Le classement est établi sur le barème de points classique (victoire à 3 points, match nul à 1, défaite à 0).

### Classement Ligue de Mahé
| Rang | Équipe                     | Pts | J | G | N | P | Bp | Bc | Diff |
| ---- | -------------------------- | --- | - | - | - | - | -- | -- | ---- |
| 1    | Foresters Mont Fleuri FC T | 10  | 4 | 3 | 1 | 0 | 7  | 2  | +5   |
| 2    | Bosco FC P                 | 7   | 4 | 2 | 1 | 1 | 6  | 4  | +2   |
| 3    | Red Star Defence Forces    | 5   | 4 | 1 | 2 | 1 | 6  | 6  | 0    |
| 4    | Saint Michel United        | 3   | 3 | 1 | 0 | 2 | 3  | 5  | -2   |
| 5    | Real Maldives P            | 3   | 3 | 1 | 0 | 2 | 2  | 4  | -2   |
| 6    | Saint-Louis Suns FC        | 2   | 3 | 0 | 2 | 1 | 3  | 4  | -1   |
| 7    | Northern Dynamo            | 2   | 3 | 0 | 2 | 1 | 1  | 3  | -2   |

| Légende : Qualifications | Légende : Qualifications                                                                    |
| ------------------------ | ------------------------------------------------------------------------------------------- |
|                          | Qualification pour les play-offs                                                            |
|                          | Participation au barrage de relégation                                                      |
|                          | T : Tenant du titre C : Vainqueur de la Coupe des Seychelles P : Promu de deuxième division |

### Classement ligue des Îles Intérieures
| Rang | Équipe          | Pts | J | G | N | P | Bp | Bc | Diff |
| ---- | --------------- | --- | - | - | - | - | -- | -- | ---- |
| 1    | La Passe FC     | 9   | 3 | 3 | 0 | 0 | 10 | 2  | +8   |
| 2    | Anse Réunion FC | 6   | 3 | 2 | 0 | 1 | 5  | 3  | +2   |
| 3    | Côte d'Or FC    | 6   | 3 | 2 | 0 | 1 | 5  | 3  | +2   |
| 4    | Light Stars FC  | 3   | 3 | 1 | 0 | 2 | 5  | 9  | -4   |
| 5    | Revengers FC    | 0   | 4 | 0 | 0 | 4 | 2  | 10 | -8   |

| Légende : Qualifications | Légende : Qualifications               |
| ------------------------ | -------------------------------------- |
|                          | Qualification pour les play-offs       |
|                          | Participation au barrage de relégation |

## Bilan de la saison
| Championnat des Seychelles de football 2020-2021 |                            |
| Champion                                         | aucun                      |
| Coupes et trophées                               |                            |
| Vainqueur de la Coupe des Seychelles 2020-2021   | non disputée               |
| Qualifications continentales                     |                            |
| Ligue des champions de la CAF 2021-2022          | aucun                      |
| Coupe de la confédération 2021-2022              | aucun                      |
| Promotions et relégations                        |                            |
| Promus en Seypearl Premier League                | PTL Bazar Brothers         |
| Promus en Seypearl Premier League                | Santos FC Baie Sainte Anne |
| Relégués en Division Two                         |                            |